# Barbizonskolan

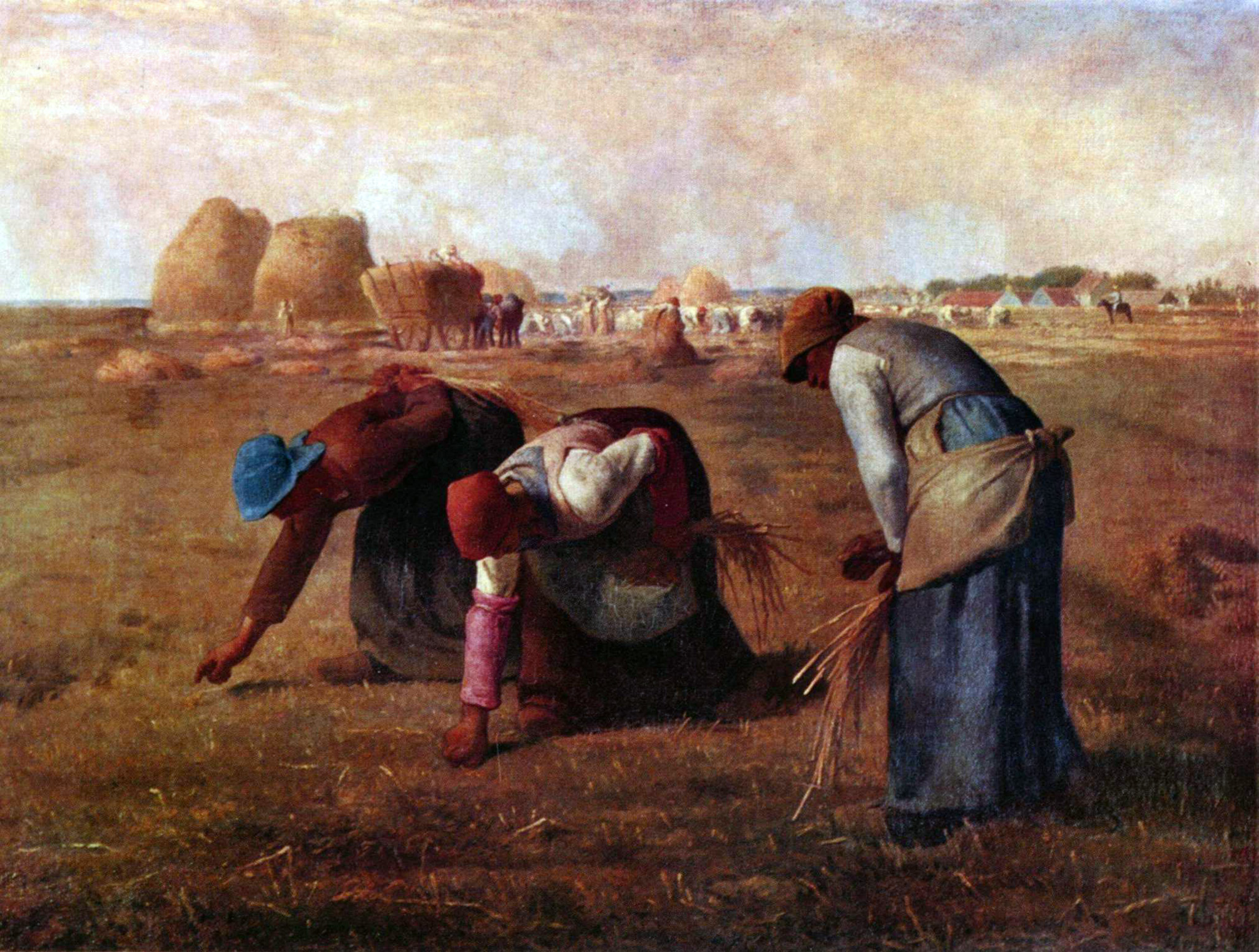
Jean-François Millets Axplockerskor (1857). Musée d'Orsay, Paris.

Barbizonskolan var en grupp landskapsmålare som var verksamma omkring 1830–1870. De var en del av den realistiska konströrelsen och har fått sitt namn efter byn Barbizon som ligger vid Fontainebleauskogen, cirka 60 km söder om Paris. 
Gruppen ville frångå de då rådande akademiska konventionerna och Düsseldorfskolans romantiserande och dramatiska naturskildringar. Istället målade de paysages intimes, det vill säga odramatiska verklighetstrogna skildringar av landskapet eller lantbefolkningens hårda arbete, inspirerade av holländska landskapsmålare från 1600-talet samt John Constable. Gruppen introducerade friluftsmåleriet och räknas som föregångare till impressionisterna.
De ledande medlemmarna var Jean-Baptiste Camille Corot, Théodore Rousseau, Jean-François Millet och Charles-François Daubigny. Andra medlemmar var Jules Dupré, Constant Troyon, Charles Jacque, Narcisse-Virgile Diaz de la Peña, Charles Olivier de Penne, Henri Harpignies, Albert Charpin, Félix Ziem, Louis Français och Alexandre DeFaux. Den svenske målaren Per Ekström tog under sina franska studieår intryck av denna skolbildning.
Både Rousseau (1867) och Millet (1875) dog i Barbizon.